# Національні історичні події Канади

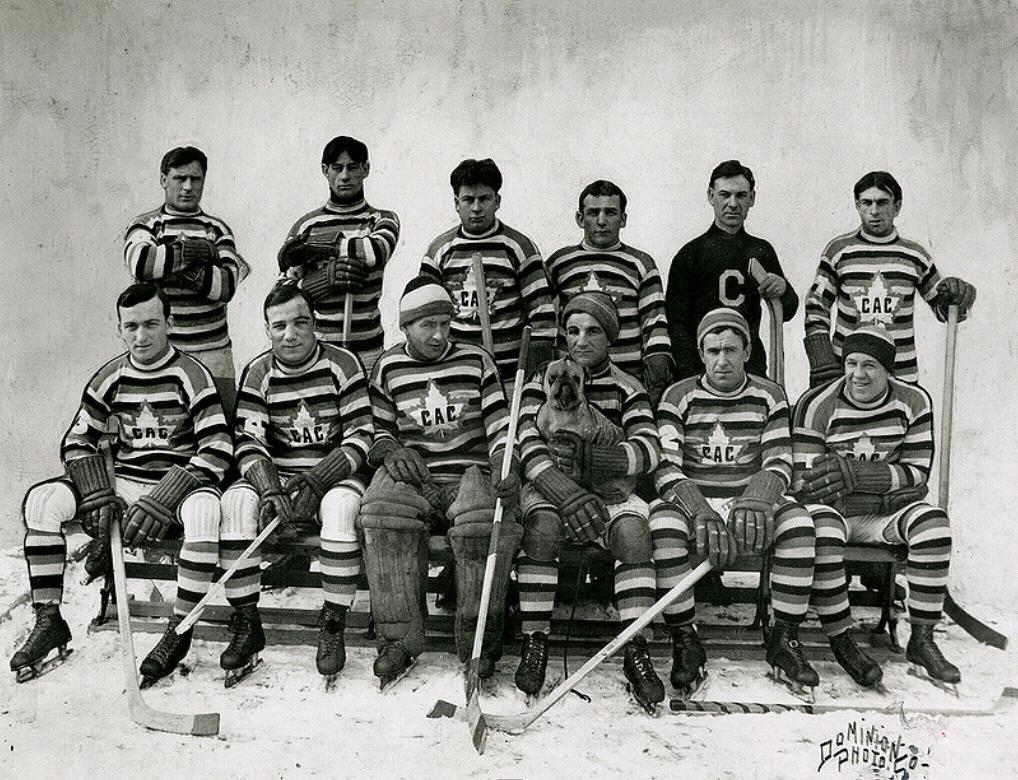
Роки тріумфів і труднощів « Монреаль Кенедієнс», які спостерігалися тут протягом сезону 1912–1913 років, були визнані Національною історичною подією Club de Hockey Canadien у 2008 році.

Події національного історичного значення (також називаються національними історичними подіями) (англ. Events of National Historic Significance, фр. Les événements d'importance historique nationale) — події, визначені міністром навколишнього середовища Канади за порадою Національної ради з історичних місць і пам'яток як визначальні діяльності, події, рухи чи досвіди в історії Канади. Щоб бути відзначеною, подія мала відбутися 40 років тому або давніше; події, які трапились у недавньому минулому, оцінюються на основі того, що відбулося щонайменше 40 років тому. Станом на жовтень 2018 року було визначено 485 подій національного історичного значення.
Існують відповідні федеральні позначення національних історичних місць і національних історичних осіб. Події, місця та особи зазвичай позначаються федеральною табличкою, але маркери не вказують, яка категорія відзначення була надана суб'єкту. Канал Велланд — це подія, а канал Рідо — це місце. Пірамідка і меморіальна дошка Джону Макдонеллу не вказують на національну історичну особу, але встановлені тому, що його будинок, Ґленґері-Гауз, є національним історичним місцем. Так само, меморіальна дошка Джону Ґаю офіційно знаменує не особу, а подію — а саме, факт, коли Джон Ґай висадився в Ньюфаундленді.
Заходи були визначені у всіх 10 провінціях і трьох територіях, а також закордонних країнах: Бельгії, Китаї, Франції, Італії, Нідерландах, Південній Кореї, Великій Британії, США.

## Список
Станом на грудень 2021 було 495 національних історичних подій. Графа місце позначає локацію, де трапилась подія, або, у випадку поширених і неспецифічних локацій, місце встановлення федеральної таблички на честь події або перспективне місце її встановлення. Провінції і території подані латинськими скороченнями: AB — Альберта; BC — Британська Колумбія; MB — Манітоба; NB — Нью-Брансвік; NL — Ньюфаундленд і Лабрадор; NS — Нова Шотландія; NT — Північно-західні території; NU — Нунавут; ON — Онтаріо; PE — Острів Принца Едварда; QC — Квебек; SK — Саскачеван; YT — Юкон.
| Подія | Дата події                                             | Місце | Рік включення |
| --- | ------------------------------------------------------ | --- | ------------- |
| Бій за Гран-Пре                                                                                                   | 1747                                                   | Гран-Пре, NS | 1924          |
| Прибуття Кабота в Новий Світ                                                                                      | 1497                                                   | Мис Бонавіста, NL та Мис Норт, NS | 1958          |
| Віндзорська сільгоспвиставка                                                                                      | 1765 (початок)                                         | Віндзор, NS | 1935          |
| Калгарське родео                                                                                                  | 1912 (початок)                                         | Калгарі, AB | 2012          |
| Перша молочна школа в Канаді                                                                                      | 1882 (початок)                                         | Сен-Дені де ля Бутельєрі, QC | 1953          |
| Виселення народу Анішинаабе з Південної частини затоки Джорджен-Бей                                               | 1829–1840                                              | Колдвотер і острів Босоле, ON | 2011          |
| Вояжери |                                                        | Сен-Енн де Бельві, QC | 1938          |
| Кооперативний рух інуїтів у Канаді                                                                                | 1959–1968                                              | Канґіксуалуджуак, QC | 2011          |
| Товариський хокейний турнір 1972 року                                                                             | 1972                                                   | Монреаль, Торонто, Вінніпег, Ванкувер | 2012          |
| Імміграція до Канади                                                                                              | триває                                                 | Канада | 1984          |
| Канадська федерація жінок-студенток                                                                               | 1919–1970                                              | Вінніпег, MB | 2011          |
| Міграція Туле | 1000–1300                                              | з Аляски до YT, NT, NU | 1978          |
| Катастрофа у Хогс-Холлоу                                                                                          | 1960                                                   | Торонто, ON | 2011          |
| Транспортне сполучення на Юконі                                                                                   |                                                        | Вайтхауз, YT | 1967          |
| Cercles de fermières                                                                                              | 1915–1968                                              | Плессівіль, QC | 2011          |
| Битва за Сейнт-Фуа                                                                                                | 1760                                                   | Квебек, QC | 2011          |
| Торгівля хутром                                                                                                   |                                                        | Лашин, QC | 1968          |
| Капітуляція Монреаля                                                                                              | 1760                                                   | Монреаль, QC | 1952          |
| Виробництво в Канаді                                                                                              |                                                        | Канада | 1987          |
| Човнові маршрути в Канаді                                                                                         |                                                        | Канада | 1958          |
| Облога Квебека в 1759 році                                                                                        | 1759                                                   | Квебек, QC | 2011          |
| Система сеньйорату                                                                                                |                                                        | Сен-Жан д'Орлеан, QC | 1984          |
| Риболовля Великих озер                                                                                            | 1800s                                                  | Порт-Дувр, ON | 1983          |
| Сестри-самаритянки в Оттаві                                                                                       | 1845 (засновано)                                       | Оттава, ON | 1988          |
| Приїзд протестантів у Нову Шотландію (1749–1756)                                                                  | 1749–1756                                              | Галіфакс, NS | 2011          |
| Поштова служба Канади                                                                                             | 1693 (перший кур'єр) 1763 (регулярна служба)           | Монреаль, QC | 1927          |
| Коламбія-Експрес                                                                                                  | 1820s–1855                                             | від Йорк-Факторі, MB, і до тихоокеанського узбережжя | 2011          |
| Служба представників корінних народів в армії під час І світової війни                                            | 1914–1920                                              | Канада | 2011          |
| Прибуття і поселення угорців у Естергазі-Капошвар                                                                 | 1886–1931                                              | Естергазі, SK | 2007          |
| Франко-аборигенний союз 1603 року                                                                                 | 1603                                                   | Бей-Сент-Катрін, QC | 2005          |
| Крейгс-роуд | 1810                                                   | Ричмонд, QC | 1939          |
| Братство християнських шкіл                                                                                       | 1840s                                                  | Монреаль, QC | 1988          |
| Дослідження Арктики і культура інуїтів                                                                            |                                                        | Північ | 1972          |
| Придбання земель Ніагари                                                                                          | 1781–1792                                              | Ніагара-он-да-Лейк, ON | 1928          |
| Маршрут Атабаска                                                                                                  | 1875                                                   | Едмонтон, AB | 1957          |
| Конгрегація Нотр-Даму                                                                                             | 1650 (засновано)                                       | Монреаль, QC | 1988          |
| Рухомий склад залізниці                                                                                           |                                                        | Сейнт-Констант, QC | 1961          |
| Кубок Грея | 1909 (початок)                                         | Торонто, ON | 2012          |
| Рух дівчат-провідників у Канаді                                                                                   | 1910 (засновано)                                       | Торонто, ON | 2011          |
| Створення Канадського молодіжного табору у Браг-Кріку, Альберта                                                   | 1933 (засновано)                                       | Брагг-Крік, AB | 2011          |
| Marquis de Malauze (корабель)                                                                                     | 1760                                                   | Рістігуш, QC | 1943          |
| Досвід італійських мандрівників                                                                                   | 1890–1914                                              | Монреаль, QC | 2011          |
| Участь канадців у Королівському Льотному Корпусі                                                                  | 1916–1918                                              | Онтаріо | 2012          |
| Створення зоопарку в Галіфаксі                                                                                    | 1847 (засновано)                                       | Галіфакс, NS | 1948          |
| Острів Кудр | 1535                                                   | Острів Кудр, QC | 1925          |
| Розвиток гідроенергетики в Канаді                                                                                 |                                                        | Канада | 1987          |
| Прибуття плантаторів Нової Англії (пре-лоялістів)                                                                 | 1760–1763                                              | Гортон-Лендінг, NS | 1958          |
| Поселення вігерів-малісітів                                                                                       | 1827                                                   | Сейнт-Епіфані, QC | 2002          |
| Кооперативна спілка Канади                                                                                        | 1909 (засновано)                                       | Онтаріо | 1984          |
| Геодезичні виміри Острова принца Едварда                                                                          | 1764–1766                                              | Голланд-Ков, PE | 1932          |
| Створення Полімерної корпорації                                                                                   | 1942 (засновано)                                       | Сарнія, ON | 2005          |
| Риболовля на Великій Банці                                                                                        |                                                        | Люненбург, NS | 1966          |
| 3-й Договір з Індіанцями                                                                                          | 1873                                                   | Кенора, ON | 1943          |
| Видобування нафти й газу                                                                                          | 1947–1953                                              | Ледук, AB | 1955          |
| Тихоокеанський кабель                                                                                             | 1902 (завершено)                                       | Бамфілд, BC | 1927          |
| Перший у Канаді парламент                                                                                         | 1758                                                   | Галіфакс, NS | 1957          |
| Укріплення річки Ніпігон                                                                                          | 1678 і 1727                                            | Річка Ніпігон, ON | 1944          |
| Перемога Відповідального врядування                                                                               | 1855                                                   | Сент-Джонс, NL | 1954          |
| Портаж Теміскуата                                                                                                 | 1746 (французький маршрут)                             | Кабано, QC | 1925          |
| Старе місто Вікторії                                                                                              | 1800-ті                                                | Вікторія, BC | 1990          |
| Криті мости | 1860–20 ст.                                            | Східна Канада | 1977          |
| Прокладання Янг-стріт                                                                                             | 1795 (початок)                                         | Оук-Ріджес, ON | 1927          |
| Створення філії Парків Домініону                                                                                  | 1911                                                   | Національний парк Банф, AB | 2011          |
| Китобійна індустрія у Східній Арктиці                                                                             | 1820–1910                                              | Острів Кекертен, NU | 1983          |
| Нанаймо | 1852                                                   | Нанаймо, BC | 1924          |
| Битва за Сигнал-Хілл                                                                                              | 1762                                                   | Сент-Джонс, NL | 1959          |
| Японські солдати канадської армії в Першу світову війну і змагання за голоси                                      | 1916–1918                                              | Ванкувер, BC | 2011          |
| Прибуття Лоялістів Об'єднаної Імперії до Нью-Брансвіка                                                            | 1783                                                   | Сент-Джон, NB | 1923          |
| Битва при Монморансі                                                                                              | 1759                                                   | Квебек, QC | 1951          |
| Імміграція чорних піонерів до Альберти і Саскачевана                                                              | 1908–1940                                              | Альберта і Саскачеван | 2007          |
| Повернення акадійців                                                                                              | після 1755                                             | Сейнт-Енн-дю-Бокаж, NB | 1955          |
| Шемін-Рояль | 1734                                                   | Квебек, QC | 1927          |
| Битва при Птікодьяк                                                                                               | 1755                                                   | Гіллсборо, NB | 1918          |
| Морська сутичка                                                                                                   | 1745                                                   | Татамаґуш, NS | 1938          |
| 104-й Полк | 1813–1814                                              | Фредериктон, NB | 1934          |
| Запровадження багатомовних багатокультурних радіостанцій у Канаді                                                 | 1966                                                   | Торонто і Монреаль | 2011          |
| Різанина в Лашін                                                                                                  | 1689                                                   | Лашин, QC | 1923          |
| Гананокве | 1812–1814                                              | Гананокве, ON | 1936          |
| Лісоповали в долині Оттави                                                                                        | 1806–1850s                                             | Оттава, ON | 1985          |
| Моравські місії та інуїти в Лабрадорі                                                                             |                                                        | Ньюфаундленд і Лабрадор | 2011          |
| Канал Гренвілла                                                                                                   | 1819–1833 (збудовано) 1871–1882 (розширення)           | Гренвілл, Квебек | 1929          |
| Укріплення Бранта                                                                                                 |                                                        | Брантфорд, ON | 1927          |
| Лозоплетіння абенаків у Квебеку, 1870–1920                                                                        | 1870–1920                                              | Квебек | 2011          |
| Портаж Медактик-Іл-Рівер                                                                                          |                                                        | Медактик, NB | 1943          |
| Траса Батлфорд - Свіфт-Карент                                                                                     | 1885                                                   | Свіфт-Каррент, SK | 1954          |
| Валлійська компанія                                                                                               | 1895–1970                                              | Тандер-Бей, ON | 2011          |
| Імміграція йоркширців                                                                                             | 1772–1776                                              | Олак, NB | 1925          |
| Урсулинки з Труа-Рів'єр                                                                                           | 1697 (початок)                                         | Труа-Рів'єр, QC | 1997          |
| Млин Путрінкора                                                                                                   | 1607                                                   | Лекілл, NS | 1947          |
| Національний форум фермерського радіо                                                                             |                                                        | Торонто, ON | 2009          |
| Розподіл Королівських Дарів, 17–19 ст.                                                                            | 17–19 ст.                                              | Квебек | 2011          |
| Організація харчових і сільськогосподарських продуктів                                                            | 1945                                                   | Квебек, QC | 1955          |
| Оборона Йорка | 1813                                                   | Торонто, ON | 1924          |
| Земельне питання Острова Принца Едварда                                                                           | 1767–1866                                              | Шарлоттаун, PE | 1988          |
| Сестри Провидіння Божого                                                                                          | 1843 (заснування)                                      | Монреаль, QC | 1988          |
| Перша сирна фабрика                                                                                               | 1864                                                   | Інгерсолл, ON | 1931          |
| Китобійна індустрія у Західній Арктиці                                                                            |                                                        | Острів Гершел, NT | 1972          |
| Біженці Угорської Революції 1956 року                                                                             | 1956                                                   | Канада | 2010          |
| Осушувальний канал Голта                                                                                          | 1898–1900 (збудовано)                                  | Маграт, AB | 1983          |
| Довсон-Роуд | 1858–1871                                              | Сент-Енн, MB | 1933          |
| Затоплення S.S. Valencia                                                                                          | 1906                                                   | Національний парк-заповідник Пасифік-Рім, BC | 2008          |
| Тадуссак | 1535, 1600, 1603                                       | Тадуссак, QC | 1923          |
| Перша Законодавча асамблея Манітоби                                                                               | 1871                                                   | Вінніпег, MB | 1943          |
| Перший експорт вугілля                                                                                            | перед 1650                                             | Мінто, NB | 1929          |
| Заснування Буа-Франкс Шарлем Геоном                                                                               | 1825                                                   | Сен-Луї-де-Бланфорд, QC | 1925          |
| Зимове житло | поч. 18 – середина 20 ст.                              | Діп-Ков, NL | 1990          |
| Accommodation (корабель)                                                                                          | 1809                                                   | Монреаль, QC | 1925          |
| Целюлозно-паперове виробництво в Канаді                                                                           | 19 — 20 ст.                                            | за регіонами | 1987          |
| Маршрут Розо | 1733                                                   | Летельє, MB | 1934          |
| Бій за Іль-о-Нуа                                                                                                  | 1813                                                   | Іль-о-Нуа, QC | 1923          |
| Перший повітряний переліт через канадські Скелясті гори                                                           | 1919                                                   | Ричмонд, BC | 1961          |
| Канал через Каскейдс                                                                                              | 1779–1783                                              | Пойнт-де-Каскейдс, QC | 1929          |
| Розвідка вугільних родовищ Нової Шотландії                                                                        | кінець 19 і 20 ст.                                     | райони Нової Шотландії | 1998          |
| Група Сімох | 1920 (перша виставка)                                  | Кляйнбурґ, ON | 1974          |
| Влаштування морського бездротового телеграфу                                                                      | 1904                                                   | Пойнт-а-ля-Реноме, QC | 2011          |
| Поселення Селкірк                                                                                                 | 1803                                                   | Белфаст, Острів Принца Едварда, PE | 1954          |
| Суд у справі "осіб"                                                                                               | 1929                                                   | Едмонтон, AB | 1997          |
| Використання енергії води у виробництві                                                                           |                                                        | Канада | 1986          |
| Портажі Шудьє | 1613–середина 1800-х                                   | Гатіно, QC | 1927          |
| Отці Єзуїти | 1635–1759, 1842 і далі                                 | Монреаль, QC | 1988          |
| Бистрини Лашин |                                                        | Лашин, QC | 1982          |
| Участь канадців у висадці в Нормандії                                                                             | 1944                                                   | Берньєр-сюр-Мер, Франція | 1999          |
| Острів Сен-Круа                                                                                                   | 1604                                                   | Острів Сен-Круа, ME, США | 1968          |
| Лозоплетіння народів нлакапамукс від передконтактних часів до 1970                                                |                                                        | у Британській Колумбії | 2011          |
| Канадська жіноча християнська спілка тверезості                                                                   | наприкінці 19 ст.                                      | Канада | 1997          |
| Інтерколоніальна залізниця                                                                                        | 1876                                                   | Монктон, NB | 1976          |
| Розведення лисиць піонерами                                                                                       | 1880–1910                                              | Альбертон, PE | 1939          |
| Відкриття острова Принца Едварда                                                                                  | 1534                                                   | Альбертон, PE | 1924          |
| Університет Квінз                                                                                                 | 1842 (засновано)                                       | Кінгстон, ON | 1991          |
| Дорога Шамблі | 1665                                                   | Сен-Юбер, QC | 1929          |
| Перше кільцювання птахів                                                                                          | 1905                                                   | Торонто, ON | 1955          |
| Роль Пласентії | 1662–1713                                              | Пласентія, NL | 1951          |
| Національна рада єврейських жінок Канади                                                                          |                                                        | Торонто, ON | 2008          |
| Форт-де-Леві | 1760                                                   | Джонстаун, ON | 1968          |
| Лісові розробки в Нью-Брансвіку                                                                                   | 18 — 20 ст.                                            | Сент-Джон (Нью-Брансвік), NB | 1943          |
| Корнвольський канал                                                                                               | 1834–1842 and 1876–1904                                | Корнволл, ON | 1929          |
| Беотуки | перед 1829                                             | Гранд-Фоллс-Віндзор, NL | 1955          |
| Прийняття національного прапора                                                                                   | 1964–1965                                              | Оттава, ON | 2015          |
| Надання річці Святого Лаврентія міжнародного статусу                                                              | 1849                                                   | Квебек, QC | 1925          |
| Перше застосування компаундної парової машини на пароплаві                                                        | 1845                                                   | Сент-Джон (Нью-Брансвік), NB | 1926          |
| Телеграф домініону                                                                                                | 1874–1878                                              | Гамболдт, SK | 1943          |
| Перший патент у Канаді                                                                                            | 1824                                                   | Квебек, QC | 1929          |
| Заселення прерій                                                                                                  |                                                        | Прерії | 1984          |
| Засідання парламенту                                                                                              | 1916–1919                                              | Оттава, ON | 1949          |
| Справа Cunningham v. Tomey Homma                                                                                  | 1902                                                   | Британська Колумбія | 2011          |
| Сестри св. Анни                                                                                                   | 1850                                                   | Лашин, QC | 1988          |
| Рейнджери Батлера                                                                                                 | 1777–1784                                              | Ніагара-он-да-Лейк, ON | 1930          |
| Наради у Квебеку (1943-1944)                                                                                      | 1943–1944                                              | Квебек, QC | 1946          |
| Торбей | 1762                                                   | Торбей, NL | 1952          |
| Фрог-Портаж | перед 1774 і після 1828                                | Річка Черчилл, SK | 1977          |
| Канадська морська авіація в часи Холодної війни                                                                   |                                                        | Ширвотер, NS | 2011          |
| Бій за Батлерс-Фарм                                                                                               | 1813                                                   | Ніагара-он-да-Лейк, ON | 1926          |
| Портах Птікодіяк-Вашадемоак                                                                                       |                                                        | Птікодіяк, NB | 1936          |
| Сірі Сестри Монреаля                                                                                              | 1737 і потім                                           | Монреаль, QC | 1988          |
| Канал Велланд | 1824 1829–1833 (збудовано) 1841 (перебудовано)         | Торолд, ON | 1924          |
| Утворення провінції Альберта                                                                                      | 1905                                                   | Едмонтон, AB | 1946          |
| Шість Народів | 1755–1763 1775–1783 1812–1814 1837–1838                | Заповідник Гранд-Рівер Шістьох Народів, ON | 1930          |
| Лемел Шерман Барн/ Військовий госпіталь                                                                           | 1813                                                   | Темзвіл, ON | 1954          |
| Пшениця сорту "Ред-Файв"                                                                                          | 1842                                                   | Кіні, ON | 1931          |
| Атлантична хартія                                                                                                 | 1941                                                   | Пласентія, NL | 1973          |
| Перший канал у Су-Сент-Марі                                                                                       | 1797–1798                                              | Су-Сент-Марі, ON | 1921          |
| Команда Едмонтон Градс                                                                                            | 1915–1940                                              | Едмонтон, AB | 1976          |
| Одіссея Акадії | 1750-ті – 1881 і потім                                 | Мемрамкук, NB | 1976          |
| Похід на Оттаву                                                                                                   | 1935                                                   | Реджайна, SK | 1997          |
| Прорив Готської лінії                                                                                             | 1944                                                   | Ріміні, Емілія-Романья, Італія | 2000          |
| Висадка канадців у Сицилії                                                                                        | 1943                                                   | Пачіно, Сицилія, Італія | 2000          |
| Архаїчна культура Канадського щита                                                                                | 5000 BC — 1000 BC                                      | Від Лабрадора до Мейна Порт-о-Шу, NL (відкриття) | 1981          |
| Бій за Форті-Майл-Крік                                                                                            | 1813                                                   | Гримсбі, ON | 1954          |
| Портаж Ізгоніш - Френч-Рівер                                                                                      | 18 — 19 ст.                                            | Ловер-Онсло, NS | 1939          |
| Рух на допомогу рабам-втікачам                                                                                    | 1800-ті 1850–1861 (найбільше)                          | Віндзор, ON | 1925          |
| Канадський внесок у Британії                                                                                      | 1939–1945                                              | Лондон, Англія, Сполучене Королівство | 2000          |
| Заснування Нью-Брансвіка                                                                                          | 1784                                                   | Сент-Джон, NB | 1934          |
| Жолоби для сплаву колод                                                                                           | 1829                                                   | Гатіно, QC | 1976          |
| Поні Експрес | 1849                                                   | Вікторія-Біч, NS | 1950          |
| Заснування Університету Лаваля                                                                                    | 1852                                                   | Квебек, QC | 1972          |
| W. D. Lawrence (корабель)                                                                                         | 1872–1874 (збудовано)                                  | Мейтланд, NS | 1955          |
| Відкриття річки Маккензі                                                                                          | 1789                                                   | Форт-Провіденс, NT | 1969          |
| Столиця Канади | 1857                                                   | Оттава, ON | 1976          |
| Орлиний перевал                                                                                                   | 1865, 1885                                             | Крейглахі, BC | 1971          |
| П'ята експедиція на Туле                                                                                          | 1921–1924                                              | Деніш-Айленд, NU | 1977          |
| Острів Карбонір                                                                                                   | 1697, 1705                                             | Карбонер, NL | 1954          |
| Трансатлантичні польоти                                                                                           | 1919–1937                                              | Харбор-Грейс, NL | 1951          |
| Битва у затоці св. Лаврентія                                                                                      | 1942–1944                                              | Форійон (національний парк), Гаспе, QC | 2000          |
| Землемірна служба Домініону                                                                                       | 1871                                                   | Хедінглі, MB | 1930          |
| Доля чорношкірих лоялістів                                                                                        | 1783–1792 і потім                                      | Бірчтаун, NS | 1994          |
| Франклін Рузвельт і острів Кампобелло                                                                             | 1883–1921 1933, 1936, 1939                             | Велшпул, NB | 1945          |
| Nancy (корабель)                                                                                                  | 1814                                                   | Восаґа-Біч, ON | 1923          |
| Генрі-Хауз | 1811–1830-і                                            | Джаспер (національний парк), AB | 1926          |
| Bluenose | 1921–1946                                              | Луненбург, NS | 1952          |
| Народні каси (Кооперативи Дежардена)                                                                              | 1900                                                   | Леві, QC | 1984          |
| Національна федерація Сен-Жана-Батіста                                                                            | 1907                                                   | Монреаль, QC | 2005          |
| Виселення гуронів-вендатів з Гуронії                                                                              | 1650, 1697                                             | Вендакі, QC | 1997          |
| Рейд канадських частин на Дьєпп                                                                                   | 1942                                                   | Дьєп, Франція | 2000          |
| Індіанський договір 1778 року                                                                                     | 1778                                                   | Сент-Джон, NB | 1971          |
| Перший трансконтинентальний потяг                                                                                 | 1886                                                   | Монреаль, QC | 1939          |
| Лоялісти Об'єднаної Імперії                                                                                       | кінець 18 ст.                                          | Корнволл, ON | 1933          |
| Маршрут Маттава                                                                                                   | поч. 17-го – 19-те ст.                                 | Маттава, ON | 1926          |
| Втрата індіанами земель                                                                                           | 1798, 1815, 1818                                       | Орілья, ON | 1932          |
| Вимірювання Великих озер                                                                                          | 1814–1816 1817–1825                                    | Оуен-Саунд, ON | 1933          |
| Кораблебудування у Нью-Брансвіку                                                                                  | кінець 18-го – 19-е ст.                                | Сен-Мартен (табличка), Сент-Джон, Монктон, Мірамічі, NB | 1995          |
| Перший електричний телеграф                                                                                       | 1846                                                   | Торонто, ON | 1925          |
| Викуп земель Кроуфордом                                                                                           | 1783                                                   | Карлтон-Айленд, Кінґстон, ON (табличка) | 1929          |
| Острів Гершел | 1890–1920-і                                            | Острів Гершел, YT | 1972          |
| Утворення провінції Манітоба                                                                                      | 1870                                                   | Вінніпег, MB | 1948          |
| Фронтьєр-Коледж                                                                                                   | 1899                                                   | Торонто, ON | 1998          |
| Будівництво тунелю Сен-Клер                                                                                       | 1889–1891                                              | Сарнія, ON | 1992          |
| Спорудження маяка на острові Самбро                                                                               | 1758                                                   | Острів Самбро, NS Самбро, NS (табличка) | 1937          |
| Королівський флот на Лейк-Шамплейн                                                                                | 1776–1777 1812–1814                                    | Форт-Леннокс, історичне місце Канади, Іль-о-Нуа, QC | 1927          |
| Бистрини на річці Невільничій                                                                                     | 1789, 1880-і, 1940-і                                   | Форт-Сміт, NT | 1969          |
| Рух Антігоніш | 1928                                                   | Антігоніш, NS | 1981          |
| Облога Квебека в 1775 році                                                                                        | 1775–1776                                              | Квебек, QC | 1984          |
| Створення Північно-західної кінної поліції як національної                                                        | 1873                                                   | Форт-Волш, SK | 1972          |
| Перша целюлозно-паперова фабрика в Канаді / Папірня Argenteuil                                                    | 1803–1805                                              | Сен-Андре-Ест, QC | 1925          |
| Сестри Господа — доброго пастиря у Квебеку                                                                        | 1844                                                   | Квебек, QC | 2010          |
| Місіонери Облати Непорочної Марії                                                                                 | 1841                                                   | Оттава, ON | 1988          |
| Досвід японських іммігрантів в Альберті                                                                           | 1900-ті                                                | Реймонд, AB | 2007          |
| Битва на Шельді                                                                                                   | 1944                                                   | Острів Валхерен, Нідерланди | 2005          |
| Хартія Ветеранів                                                                                                  | 1945                                                   | Оттава, ON | 1999          |
| Відкриття на річці Коппермайн                                                                                     | 1771                                                   | Нунавут | 1956          |
| Завоювання права голосу для жінок                                                                                 | 1914, 1916                                             | Вінніпеґ, MB | 1997          |
| Оканаґенський бригадний шлях                                                                                      | 1811–1848                                              | Вестбенк, BC | 1943          |
| Прокладення трансатлантичного підводного кабелю                                                                   | 1866                                                   | Гартс-Контент, NL | 2001          |
| Система напівпроникних дамб (абуато)                                                                              | середина 1600-х                                        | Мемрамкук, NB | 1997          |
| Традиційне плетиво узбережжя Саліш та ковічанські светри                                                          | кінець 19 ст.                                          | Британська Колумбія | 2011          |
| Змагання за Гудзонову затоку                                                                                      | 1686–1713                                              | Віль-Марі, QC | 1936          |
| Оттавський університет                                                                                            | 1848                                                   | Оттава, ON | 1998          |
| Влаштування укріплення Форт-Морпа                                                                                 | 1739–1749                                              | Паверв'ю-Пайн-Фоллс, MB | 1931          |
| Телеграфна лінія від Доусона до Ашкрофта                                                                          | 1899                                                   | Вайтгорс, YT | 1994          |
| Англо-російський договір 1825 року                                                                                | 1825                                                   | Стюарт, BC | 1975          |
| Гірничодобувний регіон Кутені                                                                                     | кінець 19-го ст. і потім                               | Росленд, BC | 1998          |
| Дослідження протоки Хуана-де-Фуки                                                                                 | 1787, 1792                                             | Вікторія, BC | 1924          |
| Договір про прикордонні води 1909 року                                                                            | 1909                                                   | Лондон, ON | 1997          |
| Придбання Маккі                                                                                                   | 1790                                                   | Бленгайм, ON | 1931          |
| Виявлення золота на Юконі                                                                                         | 1896                                                   | Бонанза-Крік, YT | 1926          |
| Перша фабрика масла в Канаді                                                                                      | 1873                                                   | Ателстан, QC | 1943          |
| Сестри Внебовзяття Пресвятої Діви Марії                                                                           | 1853                                                   | Ніколет, QC | 1988          |
| Галіфакс і Кастін                                                                                                 | 1814–1815                                              | Castine, Мен, USA Галіфакс, NS (табличка) | 1936          |
| Заснування Нової Ісландії                                                                                         | 1875–1876                                              | Гімлі, MB | 1999          |
| Орегонський договір 1846 року                                                                                     | 1846                                                   | Суррей, BC | 1946          |
| Транспортний коридор через каньйон Фрезера                                                                        | 1857–1866 і потім                                      | Спазем, BC | 1985          |
| Загальна гірнича асоціація                                                                                        | 1827–1865                                              | Стеллартон, NS | 1983          |
| Система каналів Вільямсбурга                                                                                      | 1844–1856                                              | Моррісбург, ON | 1929          |
| Могавки в Аннаполіс-Роял                                                                                          | 1712–1713                                              | Аннаполіс-Роял, NS | 1932          |
| Портаж Метьє | 1778–1820                                              | Ла-Лош, SK | 1933          |
| Створення провінції Британська Колумбія                                                                           | 1871                                                   | Вікторія, BC | 1948          |
| Початки видобутку вугілля                                                                                         | 1720                                                   | Порт-Морієн, NS | 1959          |
| Дослідження річки Фрейзер                                                                                         | 1791, 1793, 1808                                       | Ванкувер, BC | 1927          |
| Територіальна асоціація хліборобів                                                                                | 1902                                                   | Індієн-Хед, SK | 1953          |
| Монреальський королівський керлінг-клуб                                                                           | 1807                                                   | Монреаль, QC | 1953          |
| Регата у Сент-Джонсі                                                                                              | 1826                                                   | Сент-Джонс, NL | 1990          |
| Нью-Вестмінстер                                                                                                   | 1859–1868                                              | Нью-Вестмінстер, BC | 1924          |
| Бобассен / Давній індіанський портаж                                                                              |                                                        | Фрості-Холлов, NB | 1943          |
| Кораблебудування 19 ст. у Квебеку                                                                                 | 1850-ті                                                | Квебек, QC | 1957          |
| Мікмаки в затоці Малпек                                                                                           | початок 19 ст. і потім                                 | Леннокс-Айленд, PE | 1997          |
| Літак De Havilland 'Beaver'                                                                                       | 1946                                                   | Торонто, ON | 1974          |
| Скаутський рух у Канаді                                                                                           | 1908                                                   | Ніагара-он-да-Лейк, ON | 2009          |
| Батальйон Маккензі-Папіно в Іспанії                                                                               | 1937–1939                                              | Торонто, ON | 1985          |
| Розграбування Луненбурга                                                                                          | 1782                                                   | Луненбург, NS | 1950          |
| Торонтський волок                                                                                                 | 1615–1796                                              | Від річки Гамбер до річки Голланд Від річки Руж до річки Голланд Торонто, ON (табличка)                                                                      | 1969          |
| Депортація мешканців Іль-Сен-Жану                                                                                 | 1758                                                   | Рокі-Пойнт, PE | 2011          |
| Висадка Джона Гая                                                                                                 | 1610                                                   | Купідс, NL | 1952          |
| Перша законодавча асамблея Верхньої Канади                                                                        | 1792                                                   | Ніагара-он-да-Лейк, ON | 1990          |
| Імперський орденДочок Імперії                                                                                     | 1900                                                   | Торонто, ON | 1982          |
| Експедиція Паллісера                                                                                              | 1857–1860                                              | Національний парк Банф, AB | 1957          |
| Перевал Кровзнест                                                                                                 | 1873, 1897                                             | Кровзнест-Лейк, AB | 1971          |
| Трансатлантична бездротова передача                                                                               | 1902                                                   | Марконі (національне історичне місце Канади) Глейс-Бей, NS                                                                                                   | 1938          |
| Лісоексплуатаційна індустрія Нью-Брансвіку                                                                        | 1780-ті – 20-те ст.                                    | Едмундстон, NB | 1999          |
| Pro Patria | 1812–1814                                              | Амгерстбург і Кінгстон, ON | 1928          |
| Канадці у війні в Кореї                                                                                           | 1950–1953                                              | Gapyong-Gun, Південна Корея | 2000          |
| Битва при Ортоні                                                                                                  | 1943                                                   | Ортона, Італія | 2000          |
| Сестри святих імен Ісуса і Марії                                                                                  | 1843                                                   | Льонгей, QC | 1988          |
| Планування і спорудження балкового моста у Вікторії                                                               | 1854–1860                                              | Монреаль, QC | 1999          |
| Створення провінції Саскачеван                                                                                    | 1905                                                   | Реджайна, SK | 1939          |
| Shannon та Chesapeake (кораблі)                                                                                   | 1813                                                   | Галіфакс, NS | 1925          |
| Авіаційна компанія Noorduyn Norseman                                                                              | 1935–1960                                              | Дорваль, QC | 1974          |
| Виселення акадійців                                                                                               | 1755–1763                                              | Історичне місце Канади Гран-Пре, Гран-Пре, NS | 1955          |
| Відкриття золота у Клондайку і продаж ділянок                                                                     | 1896, 1897–1898                                        | Бонанза-Крік, YT | 1959          |
| Монреальський договір 1701                                                                                        | 1701                                                   | Монреаль, QC | 2001          |
| Телеграф Коллінза                                                                                                 |                                                        | Квинел, BC | 1929          |
| Імміграція королівських дочок до Нової Франції                                                                    | 1663–1673                                              | Квебек, QC | 2007          |
| Виведення сорту яблук Макінтош                                                                                    | 1811                                                   | Дандела, ON | 1999          |
| Інститут Петра Могили                                                                                             | 1916                                                   | Саскатун, SK | 2008          |
| Госпіталь Отель-Дью Сан-Жозеф у Тракаді                                                                           | 1849–1965 1844–1894                                    | Тракаді-Шейла, NB | 1992          |
| Імміграція сиріт                                                                                                  | 1869–1939                                              | Стратфорд, ON (табличка) | 1999          |
| Створення Національної жіночої ради Канади                                                                        | 1893                                                   | Торонто, ON | 2000          |
| Вояж корабля HMCS Labrador 1954 року                                                                              | 1954                                                   | Резолют, NU | 1981          |
| Винайдення телефону                                                                                               | 1874, 1876                                             | Брантфорд, ON | 1938          |
| Повитухи Нової Франції                                                                                            | перед 1759                                             | Квебек, QC | 2007          |
| Американські військові у Ньюфаундленді                                                                            | 1940                                                   | Арджентія, NL | 1988          |
| Перші пробні військові польоти                                                                                    | 1909                                                   | Петавава, ON | 1951          |
| Інтернування канадських японців                                                                                   | 1942–1949                                              | Ванкувер, BC (табличка) | 1984          |
| Воєнні наречені                                                                                                   | 1942–1948                                              | Галіфакс, NS (табличка) | 1997          |
| Повоєнна імміграція                                                                                               | 1945–1955                                              | Галіфакс, NS (табличка) | 1988          |
| Початки вугільної промисловості в Альберті                                                                        | 1874 і потім                                           | Летбридж, AB (табличка) | 1926          |
| Трансканадська Тихоокеанська залізниця (1919-1931)                                                                | 1919–1931                                              | Кренбрук, BC | 2011          |
| Індіанська битва1870                                                                                              | 1870                                                   | Летбридж, AB | 1966          |
| Правнича школа Делгаузі                                                                                           | 1883                                                   | Галіфакс, NS | 1982          |
| Вікторіанський орден медсестер – ВОМ                                                                              | 1897                                                   | Оттава, ON | 1997          |
| Девід Томпсон на річці Колумбія                                                                                   | 1807–1812                                              | Каслгар, BC | 1952          |
| Суверенітет Канади над Арктичним архіпелагом                                                                      | від 1880                                               | Острів Мелвіл, NT | 1981          |
| Битва за Атлантику                                                                                                | 1939–1945                                              | Галіфакс, NS (табличка) | 2000          |
| Північно-західні території і радіофікація Юкону                                                                   | 1923–до поч. 1960-х                                    | Довсон, YT | 1997          |
| Служба криголамів                                                                                                 | 1827–1917                                              | Траверз, PE | 1955          |
| Угода про Французьке узбережжя                                                                                    | 1713–1904                                              | Порт-о-Шу, NL | 1955          |
| Порт-Артур | 1869, 1870, 1883, 1902                                 | Тандер-Бей, ON | 1920          |
| Перший з Жіночих Інститутів                                                                                       | 1897                                                   | Стоні-Крік, ON | 1937          |
| Будівництво вулиці Дандас / Губернаторської дороги                                                                | 1793–1794                                              | Дандас, ON | 1927          |
| Підпільна залізниця                                                                                               | поч. 19-го ст. – 1865                                  | Віндзор, ON | 1925          |
| Визволення Нідерландів (Друга світова війна)                                                                      | 1944–1945                                              | Ваґенінґен or Наймеґен,Нідерланди Апелдорн, Нідерланди (табличка) Оттава, ON (табличка)                                                                      | 2000          |
| Справа Нобл і Волф проти Аллі                                                                                     | 1950                                                   | Лондон, ON | 2009          |
| Зернова компанія Grain Growers'                                                                                   | 1905                                                   | Синталута, SK | 1984          |
| Загальний страйк у Вінніпеґу                                                                                      | 1919                                                   | Вінніпеґ, MB | 1974          |
| Перший політ літака в Канаді                                                                                      | 1909                                                   | Беддек, NS | 1934          |
| Хокейний клуб Кенедієн                                                                                            | 1909                                                   | Монреаль, QC | 2009          |
| Кравецький страйк у Монреалі 1937 року                                                                            | 1937                                                   | Монреаль, QC | 2007          |
| Християнська авоціація молодих жінок (YWCA)                                                                       | Від 1870                                               | Сент-Джон, NB | 1998          |
| Влаштування крижаної дороги на Північно-західних територіях                                                       | Від 1945                                               | Форт-Провіденс, NT | 2000          |
| Прибуття Жака Картє до Ґаспе                                                                                      | 1534                                                   | Ґаспе, QC | 1924          |
| Кенол-роуд | 1941–1945                                              | Джонсонс-Кроссінґ, YT (табличка) Норман-Веллс, NT (табличка)                                                                                                 | 1983          |
| Залізорудні шахти у Вабана                                                                                        | 1895–1966                                              | Белл-Маркет, NL Сент-Джонс, NL (табличка) | 1988          |
| Порятунок бізона степового                                                                                        | 1906 і потім                                           | Ламонт, AB Національний парк Елк-Айленд, AB | 1943          |
| Будова Залізниці Гудзонової затоки                                                                                | 1908–1917, 1925–1929                                   | Шлях до Черчілл, Манітоба, MB | 1994          |
| Суднобудівна індустрія на острові Принца Едварда                                                                  | 1820–1880                                              | Кардиґан, PE | 2009          |
| Справа Гузенка | 1945–1946                                              | Оттава, ON | 2002          |
| Портажний шлях Квінстон-Чіппева                                                                                   | 1789–1829                                              | Стемфорд, ON | 1925          |
| Лісорозробки Британської Колумбії                                                                                 | 19–20 ст.                                              | Порт-Елберні, BC | 1943          |
| Переселенці 1862 року                                                                                             | 1862                                                   | Національний парк Джаспер, AB | 1938          |
| Створення причалу Вітні-Пір                                                                                       | 1899–1930                                              | Сидней , NS | 2015          |
| Канадські військові кораблі класу Сен-Лоран                                                                       | 1948–1949                                              | Бриджвотер, NS | 1998          |
| Комісія Північноамериканського кордону 1872-1876                                                                  | 1872–1876                                              | Емерсон, MB | 1997          |
| Маршруг Форт-Ґеррі - Форт-Едмонтон                                                                                | 1800-ті – 1890                                         | Батош, SK Вінніпеґ, MB Едмонтон, AB | 1972          |
| Ув'язнення військовополонених Другої світової війни та прихильників ворога, висланих до Канади з Великої Британії | 1940–1947                                              | Канада Маратон, ON (табличка) | 2011          |
| Возовий шлях Карібу                                                                                               | 1862–1865 (будова)                                     | Єйл, BC | 1923          |
| Доброчинне товариство корабельних трудівників Квебеку                                                             | 1862 (заснування)                                      | Квебек, QC | 2005          |
| Лісові пілоти Канади                                                                                              | 1920-і, 1930-і                                         | Єлловнайф, NT | 1960          |
| Перше міністерство охорони здоров'я                                                                               | 1918                                                   | Фредериктон, NB | 1938          |
| Перша залізниця в Західній Канаді                                                                                 | 1877–1878                                              | Домініон-Сіті, MB | 1954          |
| Суднобудування у сухих доках компанії Буррард                                                                     | 1900-ті                                                | Норт-Ванкувер, BC | 2004          |
| Служба корабля Marco Polo                                                                                         | 1851–1883                                              | Сент-Джон, NB | 1990          |
| Ранні землемірні заходи в Онтаріо                                                                                 | 1783–1784                                              | Кінґстон, ON | 1932          |
| Закон Верхньої Канади проти рабства 1793 року                                                                     | 1793                                                   | Ніагара-он-да-Лейк, ON | 1992          |
| Будова віадука Летбридж                                                                                           | 1907–1909                                              | Летбридж, AB | 2005          |
| Десять народних зборів Акадії (1881-1937)                                                                         | 1881–1937                                              | Міскуш, PE | 1997          |
| Берегова команда Ньюфаундленду і Лабрадору                                                                        | 1900-і                                                 | Ньюфаундленд і Лабрадор | 2011          |
| Канада у Південноафриканській війні                                                                               | 1899–1902 і потім                                      | Канада Лондон, ON | 2005          |
| Шлях Форт-Бентон - Маклауд                                                                                        | 1800-ті до 1882                                        | Котс, AB (табличка) | 1938          |
| Завершення Канадської тихоокеанської залізниці                                                                    | 1885, 1886                                             | Порт-Муді, BC | 1936          |
| Спорудження Морського шляху Святого Лаврентія                                                                     | 1954–1959                                              | Іроквуа, ON (табличка) | 2004          |
| Вендати (гурони)                                                                                                  | 18–19 ст.                                              | Амгерстбурґ, ON | 1953          |
| Супутникова програмаAlouette 1                                                                                    | 1962–1972                                              | Оттава, ON | 2007          |
| Острів Принца Едварда стає провінцією Канади                                                                      | 1873                                                   | Шарлоттаун, PE | 1950          |
| Захоплення кораблів Tigress та Scorpion                                                                           | 1814                                                   | off Драммонд-Айленд, Мічиґан, США Пенетенґвішен, ON (табличка)                                                                                               | 1927          |
| Жінки-робітниці у виробництві боєприпасів у Канаді                                                                | 1882–1945                                              | Канада Квебек, QC (табличка) | 2008          |
| Портаж Міссаґуаш - Вайє-Верте / Доконтактні індіанські портажі                                                    | доісторичні                                            | Бе-Верт, NB | 1936          |
| Архітектурна фірма Kaplan & Sprachman                                                                             | початок 20-го ст. – 1950                               | Канада Торонто, ON (табличка) | 2008          |
| Целюлозно-паперова промисловість у Квебеку                                                                        | 1900-ті                                                | Труа-Рів'єр, QC | 2005          |
| Створення і розвиток Канадської федерації Дім і Школа                                                             | 1927                                                   | Канада Беддек, NS (табличка) | 2003          |
| Перший Міжнародний полярний рік 1882–1883                                                                         | 1882–1883                                              | Форт-Конґер, Куттінірпаак, NU Олд-Форт-Рей, NT | 1981          |
| Усунення порогу Ріпл-Рок                                                                                          | 1958                                                   | Річка Кемпбел, BC | 2008          |
| Сутичка в домі МакКрі                                                                                             | 1813                                                   | Четем, ON | 1924          |
| Перший підводний телеграфний кабель                                                                               | 1852                                                   | Кейп-Траверс, PE (табличка) до Кейп-Торментін, NB | 1932          |
| Північноатлантичний договір 1949 року                                                                             | 1949                                                   | Оттава, ON | 1999          |
| Поштова служба в Новій Шотландії                                                                                  | Починаючи від 1754                                     | Галіфакс, NS | 1924          |
| Заснування Канадського єврейського конгресу                                                                       | 1919                                                   | Монреаль, QC | 2005          |
| Започаткування і тривання метеорологічних записів у Канаді                                                        | 1840 і потім                                           | Торонто, ON | 1989          |
| Вітражі фірми Robert McCausland Limited                                                                           | Від 1856                                               | Торонто, ON | 1991          |
| Мандрівка Ґотьє де ла Верендрі до манданів                                                                        | 1738                                                   | Дарлінґфорд, MB | 1946          |
| Секретна розвідувальна школа у Camp X                                                                             | 1941–1969                                              | Вітбі, ON | 2011          |
| Бій коло Лонґ-Су                                                                                                  | 1660                                                   | Карильйон, QC and Шут-а-Блондо, ON | 1954          |
| Вступ Ньюфаундленду у Конфедерацію                                                                                | 1949                                                   | Сент-Джонс, NL | 1958          |
| Перший пароплав на озері Онтаріо                                                                                  | 1816                                                   | Бат, ON | 1923          |
| Літературно-історичне товариство Квебеку                                                                          | 1824–1944                                              | Квебек, QC | 1984          |
| Кленові продукти                                                                                                  | 1900-ті і потім                                        | Макдональдс-Корнерс, ON Мон-Сен-Ілер, QC | 2007          |
| Перше засідання Законодавчої асамблеї Нью-Брансвіка                                                               | 1786                                                   | Сент-Джон, NB | 1929          |
| Битва при Пашендейлі                                                                                              | 1917                                                   | Пашендейл, Бельгія | 2007          |
| Заснування Канадського королівського легіону                                                                      | 1925                                                   | Вінніпеґ, MB | 2009          |
| Розміщення територіальних урядів                                                                                  | 1876–1878 1878–1883 1883–1905                          | Пеллі, Батлфорд, і Реджайна, SK | 1973          |
| Трансатлантичний політ Олкока і Брауна                                                                            | 1919                                                   | Сент-Джонс, NL | 1950          |
| Канал Соланж | 1892–1899 (збудовано) до 1959                          | Пойнт-де-Каскейдс, QC | 1929          |
| Система льотного навчання Британської Спільноти                                                                   | 1939                                                   | Канада Трентон, ON (табличка) Брендон, MB (табличка) | 1983          |
| Морська біологічна станція Канади                                                                                 | 1908                                                   | Сент-Ендрюс, NB Нанаймо, BC | 2011          |
| Перший звуковий маяк                                                                                              | 1854, 1859                                             | Сент-Джон, NB | 1925          |
| Битва за Одельтаун                                                                                                | 1838                                                   | Лаколь, QC | 1924          |
| Кораблебудування Нової Шотландії                                                                                  | 18–19 ст.                                              | Нова Шотландія Ярмут, NS (табличка) | 1960          |
| Асоціація бізнес-розсадника та індустрії Ньюфаундленда (NONIA)                                                    | 1924 (засновано)                                       | Ньюфаундленд і Лабрадор Пулс-Ков, NL (табличка) | 1999          |
| Гуронський тракт                                                                                                  | 1826–1860                                              | Ґодріч, ON | 1929          |
| Заснування Військово-морських сил Канади                                                                          | 1910                                                   | Канада Галіфакс, NS (табличка) | 2010          |
| Внесок Сестер милосердя                                                                                           | 1848                                                   | Квебек, QC | 2006          |
| Риболовна індустрія на Східному узбережжі                                                                         | перед 16-м – 19-м ст.                                  | Бонавіста, NL | 1975          |
| Чорношкіра обслуга на залізниці і діяльність їхньої спілки                                                        | 1880-ті — середина 1900-х                              | Канада Монреаль, QC (табличка) | 1994          |
| Рух аболіціоністів у Британській Північній Америці                                                                | 1783–1860-і                                            | ON, QC, узбережжя Четем, ON (табличка) | 2004          |
| Перше засідання Виконавчого комітету Верхньої Канади                                                              | 1792                                                   | Кінґстон, ON | 1920          |
| Створення комерційної гайової авіації в Канаді                                                                    | 1919                                                   | Шавініґан, QC | 2005          |
| Заміри затоки і річки Св. Лаврентія                                                                               | 1827–1856                                              | Шарлоттаун, PE (табличка) | 1935          |
| Волонтерські допоміжні підрозділи                                                                                 | 1914–1919 1939–1945                                    | Канада Оттава, ON | 2011          |
| Міграція духоборів до Британської Колумбії                                                                        | 1908–1913                                              | Кеслґар, BC | 2008          |
| Перша друкарня в Північній Америці                                                                                | 1751                                                   | Галіфакс, NS | 1923          |
| Заснування Вищої комерційної школи в Монреалі                                                                     | 1907                                                   | Монреаль, QC | 2008          |
| Канадська військова присутність у Ньюфаундленді                                                                   | 1940 і потім                                           | Ботвуд, NL | 2000          |
| Сестри милосердя Сен-Вінсента-де-Поля в Галіфаксі                                                                 | 1849 і потім                                           | Галіфакс, NS | 2008          |
| Колісні пароплави на річках Британської Колумбії                                                                  |                                                        | Британська Колумбія Нью-Вестмінстер, BC | 2007          |
| Залізниця Вайт-Пас і Юкон                                                                                         | 1900                                                   | Вайтгорс, YT | 1986          |
| Будова насипної дороги Кенсо                                                                                      | 1952–1955                                              | Порт-Гейстінґс, NS | 2005          |
| Ранчо як галузь господарства                                                                                      | 1880-ті – 1906                                         | Прерії Лонґв'ю, AB | 1968          |
| Прихід могавків                                                                                                   | 1784                                                   | Дезеронто, ON | 1929          |
| Служба Королівських повітряних сил Канади (RCAF) в час Другої світової війни                                      | 1939–1945                                              | Європа, Африка, Азія Лондон, Англія, Сполучене Королівство                                                                                                   | 2000          |
| Стародавні приморські кладовища / Філіпс-Ґарден у Дорсеті                                                         | 5000 BC–1000 BC                                        | Від Лабрадора до Мена Порт-о-Шу, NL | 1982          |
| Розробка кобальтової променевої терапії (кобальтової бомби)                                                       | 1951                                                   | Лондон, ON Саскатун, SK | 1996          |
| Риболовна індустрія Західного узбережжя                                                                           | 1830-ті і далі                                         | Тиєоокеанське узбережжя Ричмонд, BC | 1976          |
| Роль канадського торговельного флоту в час Другої світової війни                                                  | 1939–1945                                              | у світі Галіфакс, NS | 2001          |
| Перший відповідальний уряд заморських володінь Британської імперії                                                | 1848                                                   | Галіфакс, NS | 1947          |
| Внесок Релігійних госпітальєрів Святого Йосифа                                                                    | 1659 і потім                                           | Монреаль, QC | 2006          |
| Захоплення Ohio і Somers                                                                                          | 1814                                                   | Форт-Ері, ON | 1929          |
| Пасажирські кораблі і пакетботи на верхніх Великих озерах                                                         | до середини 1900-х                                     | Верхні Великі озера Су-Сен-Марі, ON | 2008          |
| 6-й Індіанський договір                                                                                           | 1876                                                   | Форт-Карлтон, SK Форт-Пітт, SK | 1927          |
| Бейсбольна команда Асагі                                                                                          | 1914–1941                                              | Ванкувер, BC | 2008          |
| Міграція абенаків до Нової Франції (1675–1748)                                                                    | 1675–1748                                              | Нова Англія, Квебек Wôlinak, QC Odanak, QC | 2007          |
| Канадська арктична експедиція                                                                                     | 1913–1918                                              | Висока Арктика, Західний берег Арктики Острів Вікторія, NT/NU Есквімалт, BC                                                                                  | 1925          |
| Китайські робітники-будівельники на Канадській тихоокеанській залізниці                                           | 1880-і                                                 | Британська Колумбія Єл, BC | 1977          |
| Останнє іспанське відкриття                                                                                       | 1792                                                   | Море Саліша, Острів Ванкувер Ванкувер, BC | 1927          |
| Перший перехід у східному напрямку Північно-західного проходу                                                     | 1940–1942                                              | Північно-західний прохід Ванкувер, BC до Сіднея, NS Реджайнна, SK (табличка)                                                                                 | 1943          |
| Подолання вплав озера Онтаріо плавчинею Мерилін Белл                                                              | 1954                                                   | Озеро Онтаріо Торонто, ON (табличка) | 2005          |
| Чорношкірі піонери у Британській Колумбії                                                                         | 1858                                                   | Сааничтон, BC | 1997          |
| Коль канадців в обороні Гонконгу                                                                                  | 1941                                                   | Гонконг, Китай Оттава, ON (табличка) | 2000          |
| Кабель Кейп-Бретон - Ньюфаундленд                                                                                 | 1856                                                   | Від Ньюфаундленда до Кейп-Бретона Норт-Сидней, NS | 1927          |
| Ліверпульські приватири                                                                                           | Американська революція Французька революція Війна 1812 | Ліверпуль, NS | 1933          |
| Маршрути річок Каміністіква та Піджен-Рівер                                                                       | перед 1688, 1688 – після 1800                          | Какабека-Фоллс, ON (табличка) | 1925          |
| Монсеньйор Жан-Батіст де ла Круа де Шеврірс де Сент-Ваєр в Акадії                                                 | 1686, 1689                                             | Акадія Ґранд-Фоллс, NB | 1990          |
| Промисловість у Трейлі                                                                                            | 1895 і потім                                           | Трейл, BC | 1954          |
| Лоялісти в Шелберні                                                                                               | 1783                                                   | Шелберн, NS | 1923          |
| Вишкіл норвежців у Канаді в час Другої світової війни                                                             | 1940–1945                                              | Ґрейвенгерст, ON (табличка) Торонто, ON | 2001          |
| Beaver (пароплав)                                                                                                 | 1835–1888                                              | Тихоокеанський берег Ванкувер, BC Ленґлі, BC | 1923          |
| Відкриття сера Александера МакКензі                                                                               | 1789 і 1793                                            | Принц-Джордж, BC (табличка) | 1923          |
| Піонери Ватерлоо                                                                                                  | 1800–1805 і потім                                      | Кіченер, ON | 1924          |
| Політ Ayling та Reid                                                                                              | 1934                                                   | Васаґа-Біч, ON | 1949          |
| Створення українських католицьких місій у Бівер-Лейк та Мандері                                                   | 1902                                                   | Мандер, AB | 2007          |
| Будівельний батальйон No 2 C. E. F.                                                                               | 1916–1920                                              | Пікту, NS | 1992          |
| Шосе до Аляски | 1941–1943                                              | Контакт-Крік, BC Солдерс-Самміт, YT | 1954          |
| Заснування і діяльність лоцманів річки Св. Лаврентія                                                              | середина 1600-х і потім                                | Пойнт-о-Пір, QC | 2000          |
| Індіанський договір No 1                                                                                          | 1871                                                   | Селкірк, MB | 1927          |
| Прибуття поселенців у Селкір                                                                                      | 1812                                                   | Вінніпеґ, MB | 1924          |
| Внесок августинців Ісусового милосердя у госпіталі Québec City's Hôtel-Dieu                                       | 1639–1960-і                                            | Квебек, QC | 2006          |
| Внесок німецьких загонів в оборону Канади в час Американської війни за незалежність (1776–1783)                   | 1776–1783                                              | Квебек, QC | 2007          |
| Створення 120 відділка Обєднаних швейних робітників Америки на підприємствах Great Western Garment Company        | 1911                                                   | Едмонтон, AB | 2007          |
| Форт-Вільям | кінець 17 ст., 1804–1821 1875, 1883, 1905              | Тандер-Бей, ON | 1923          |
| Захоплення Детройта                                                                                               | 1812                                                   | Порт-Дувр, ON Віндзор, ON | 1923          |
| Засідання парламенту 1841–1866                                                                                    | 1841–1866                                              | Кінґстон, ON Монреаль, QC Торонто, ON Квебек, QC | 1949          |
| Участь жінок в армії в часи Другої світової війни                                                                 | 1941–1946                                              | Есквімалт, BC Калґарі, AB Галіфакс, NS | 1994          |
| Ствоерння філій Експериментальних Ферм                                                                            | 1886                                                   | Оттава, ON Наппан, NS Брендон, MB Аґассіз, BC Індіан-Гед, SK                                                                                                 | 1981          |
| Добувна промисловість                                                                                             | 1880-ті і потім                                        | Садбері, ON Кобальт, ON Руен-Норанда, QC Асбестос, QC Саут-Поркупайн, ON Лабрадор-Сіті, NL Порт-Редіум, NT                                                   | 1973          |
| Портаж Нійн-Майл і Віллов-Депо                                                                                    | 1814                                                   | Беррі до Мінесінґ, ON | 2014          |
| Альянс мікмаків і французів у 18 ст.                                                                              | 1720–1758                                              | Порт-ла-Жої, PE та Порт-Тулуз (Сен-Пітерс), NS | 2016          |
| Заагони чорношкірих ополченців у Верхній Канаді 1812–1850                                                         | 1812–1815, 1837–1850                                   | Квінстон-Гайтс, Форт-Джордж, Форт-Міссісаґа, ON, та ін. | 2016          |
| Шарлоттаун і Конференція в Квебеку 1864 року                                                                      | 1864                                                   | Шарлоттаун, PE а також Квебек, QC | 2016          |
| Континентальна повітряна оборона у часи Холодної війни                                                            | 1945–1991                                              | Канада, включаючи Торонто і Норт-Бей, ON | 2016          |
| Перевантажувальна база зерна у Лейкгед                                                                            | 1883–1929 (найбільший період)                          | Тандер-Бей, ON | 2016          |
| Стоденний наступ                                                                                                  | 8 серпня — 11 листопада 1918                           | Битва при Ам'єні (1918), The Scarpe, Drocourt-Quéant Line, Canal du Nord, Valenciennes, Франція, а також Монс, Бельгія. Таблиця розміщена в Камбре, Франція. | 2016          |
| Військова підготовка в Канаді                                                                                     | від 1885                                               | По всій Канаді та в світі | 2016          |
| Жіноча хокейна команда Престон Рівулеттс                                                                          | 1931–1940                                              | Престон, ON | 2016          |
| Стрибки з трампліна на Маунт-Ревелсток                                                                            | 1915–1975                                              | національний парк Гора Ревелсток, BC | 2016          |
| Щорічні місії Інну на Мускваро (1800–1946), Квебек                                                                | 1800–1946                                              | Мускваро, QC | 2016          |
| Прибуття переміщених осіб (діпістів) до Канади в 1945–1951                                                        | 1945–1951                                              | По всій Канаді | 2016          |
| Канадський фонд військового меморіалу                                                                             | 1916–1918                                              | Перша світова війна, місця боїв | 2016          |
| БудівництвоТрансканадського шосе                                                                                  | 1949–1970                                              | По всій Канаді | 2016          |
| Заснування доброчинної асоціації робітників Сент-Джона                                                            | 1849 (засновано)                                       | Сент-Джон, NB | 2016          |
| Вугільні страйки в Новій Шотландії 1922–1925                                                                      | 1922–1925                                              | Cape Breton Island, NS | 2016          |
| Друга битва за Іпр                                                                                                | 22–25 квітня, 1915                                     | Іпр, Бельгія | 2016          |
| Буксирування кораблів вздовж Західного узбережжя                                                                  | 1860-ті і досі                                         | Узбережжя Британської Колумбії | 2016          |
| Парк Асінібойн та зоопарк                                                                                         | від 1904                                               | Вінніпег, MB | 2016          |
| Меблеве виробництвоJacques & Hay                                                                                  | 1835–1885                                              | Торонто, ON, і поза ним | 2016          |
| Вибух у Галіфаксі                                                                                                 | 1917                                                   | Галіфакс, NS | 2016          |
| Інцидент з Komagata Maru                                                                                          | 1914                                                   | Ванкувер, BC | 2016          |
| Кубок Стенлі | 1892                                                   | Оттава, ON і по всій Канаді | 2017          |
| Національна хокейна ліга                                                                                          | 1917                                                   | Монреаль, QC, в Канаді і США | 2017          |
| Експедиція на Ред-Рівер 1870                                                                                      | 1870                                                   | Від Торонто, ON до Форт-Ґеррі, MB, по суші та по воді Великих озер                                                                                           | 2018          |
| Віце-адміралтейський суд у Галіфаксі                                                                              | 1749 (заснування)                                      | Галіфакс, NS | 2018          |
| Відкриття інсуліну                                                                                                | 1921–22                                                | Торонто, ON | 2018          |
| П'ятірня Дйон | 1934                                                   | Калландер, ON | 2018          |
| Хокейний клуб Торонто Мейпл Ліфс                                                                                  | 1917 (Arenas) 1927 (Maple Leafs)                       | Торонто, ON | 2018          |
| Універсальна асоціація покращення становища негрів Канади                                                         | 1919                                                   | Монреаль, Торонто і вся Канада | 2018          |
| Expo 67 | 1967                                                   | Монреаль, QC | 2018          |
| Іспанка в Канаді (1918-1920)                                                                                      | 1918–1920                                              | Квебек, Монреаль, Галіфакс, Канада в цілому | 2018          |
| Давня наука в Канаді і Компанія Гудзонової затоки (1768–1810)                                                     | 1768–1810                                              | Принц-оф-Вейлз-Форт, MB, також інші пункти | 2018          |
| Фестиваль у Стратфорді                                                                                            | 1953                                                   | Стратфорд, ON | 2018          |
| Будівництво Залізниці острова Принца Едварда                                                                      | 1871                                                   | Острів Принца Едварда | 2018          |
| Ducks Unlimited                                                                                                   | 1938 і досі                                            | Вінніпег, MB і по всій Канаді | 2019          |
| Хокейний клуб Вінніпеґ Фалконз                                                                                    | 1909–1920                                              | Вінніпег, MB | 2019          |
| Напади німецьких підводникіів на острів Белл                                                                      | 1942                                                   | Белл-Айленд, NL | 2019          |
| Торговельний шлях Мешікамату-шіпу                                                                                 | 1500 BCE                                               | Маршрут довжиною 330 км між озерами Шешатшіу і Мічікамау, NL                                                                                                 | 2019          |
| Ранні рекламні радіопередачі                                                                                      | 1918–1932                                              | Монреаль, QC і по всій Канаді | 2019          |
| Рабство виходців з Африки в Канаді                                                                                | 1629–1834                                              | QC, ON, NS, NB, PE | 2020          |
| Вест-індська внутрішня система                                                                                    | 1955–1967                                              | Торонто, Монреаль і по всій Канаді | 2020          |
| Інтернатне утримання індіанських дітей                                                                            | 1880-ті до 1990-х                                      | По всій Канаді | 2020          |
| Центр перевірки безпеки комунікацій (XU)                                                                          | 1941–1945                                              | Оттава | 2021          |
| Людське освоєння острова Сейбл                                                                                    | 1801 до 1958                                           | Сейбл, NS | 2021          |